# Individuell fälttävlan i ridsport vid olympiska sommarspelen 2012
Individuell fälttävlan i ridsport vid olympiska sommarspelen 2012 var en av sex ridsportsgrenar som avgjordes under de olympiska sommarspelen 2012. Alla tre moment av grenen avgjordes på de provisoriska banorna i Greenwich Park mellan den 28 juli och 31 juli. Den individuella fälttävlan avgjordes till största del parallellt med lagtävlingen. Straffpoängen från det inledande dressyrprovet räknades ihop med straffpoängen från terrängprovet och det första banhoppningsprovet, och de 25 ekipagen med lägst straffpoäng gick vidare till ett andra banhoppningsprov

## Medaljörer
| Event        | Guld                  | Silver                         | Brons                    |
| Individuellt | Michael Jung Tyskland | Sara Algotsson Ostholt Sverige | Sandra Auffarth Tyskland |

## Kvalificering
För den individuella tävlingen fanns 75 platser att fördela enligt följande: 50 platser till ekipagen i de tio grundkvalificerade lagen. Dessutom kvalificerades de högst rankade ryttarna från var och en av sju geografiska regioner. De 18 bästa ryttare baserade på FEI:s rankning som inte uppfyller kraven på annat sätt kvalificerades också.

## Terrängbanan
Terrängbanan var 5728 meter lång, med 28 hinder och 40 språng. Maxtiden var satt till 10:03 för en genomsnittlig hastighet på 570m/min.

## Resultat
WD = drog sig ur, EL = eliminerad
| Pos. | Ryttare                 | Häst                      | Nation         | Dressyr | Terräng | Hoppning 1 | Poäng efter hoppning 1 | Hoppning 2 | Totalt |
| ---- | ----------------------- | ------------------------- | -------------- | ------- | ------- | ---------- | ---------------------- | ---------- | ------ |
| 1    | Michael Jung            | Sam                       | Tyskland       | 40.60   | 0.00    | 0.00       | 40.60                  | 0.00       | 40.60  |
| 2    | Sara Algotsson Ostholt  | Wega                      | Sverige        | 39.30   | 0.00    | 0.00       | 39.30                  | 4.00       | 43.30  |
| 3    | Sandra Auffarth         | Opgun Louvo               | Tyskland       | 40.00   | 4.80    | 0.00       | 44.80                  | 0.00       | 44.80  |
| 4    | Andrew Nicholson        | Nereo                     | Nya Zeeland    | 45.00   | 0.00    | 0.00       | 45.00                  | 4.00       | 49.00  |
| 5    | Mary King               | Imperial Cavalier         | Storbritannien | 40.90   | 1.20    | 0.00       | 42.10                  | 8.00       | 50.10  |
| 6    | Kristina Cook           | Miners Frolic             | Storbritannien | 42.00   | 0.00    | 1.00       | 43.00                  | 8.00       | 51.00  |
| 7    | Aoife Clark             | Master Crusoe             | Irland         | 48.90   | 3.60    | 0.00       | 52.50                  | 0.00       | 52.50  |
| 8    | Zara Phillips           | High Kingdom              | Storbritannien | 46.10   | 0.00    | 7.00       | 53.10                  | 0.00       | 53.10  |
| 9    | Karen O'Connor          | Mr Medicott               | USA            | 48.20   | 5.60    | 5.60       | 53.80                  | 0.00       | 53.80  |
| 10   | Jonathan Paget          | Clifton Promise           | Nya Zeeland    | 44.10   | 4.80    | 8.80       | 52.90                  | 1.00       | 53.90  |
| 11   | Vittoria Panizzoni      | Borough Pennyz            | Italien        | 53.50   | 0.00    | 1.00       | 54.50                  | 0.00       | 54.50  |
| 12   | Mark Todd               | Campino                   | Nya Zeeland    | 39.10   | 0.40    | 7.00       | 46.50                  | 8.00       | 54.50  |
| 13   | Andrew Hoy              | Rutherglen                | Australien     | 41.70   | 7.60    | 8.00       | 57.30                  | 0.00       | 57.30  |
| 14   | Joseph Murphy           | Electric Cruise           | Irland         | 55.60   | 4.80    | 0.00       | 60.40                  | 0.00       | 60.40  |
| 15   | Karin Donckers          | Gazelle de la Brasserie   | Belgien        | 40.00   | 11.60   | 4.00       | 55.60                  | 6.00       | 61.60  |
| 16   | Christopher Burton      | HP Leilani                | Australien     | 46.10   | 0.00    | 4.00       | 50.10                  | 12.00      | 62.10  |
| 17   | Nicolas Touzaint        | Hildago de L'Ile          | Frankrike      | 47.60   | 7.60    | 5.00       | 57.20                  | 7.00       | 64.20  |
| 18   | Niklas Lindbäck         | Mister Pooh               | Sverige        | 45.20   | 2.80    | 9.00       | 57.00                  | 11.00      | 68.00  |
| 19   | Stefano Brecciaroli     | Apollo WD Wendi Kurt Hoev | Italien        | 38.50   | 11.60   | 11.00      | 61.10                  | 8.00       | 69.10  |
| 20   | Ludvig Svennerstål      | Shamwari                  | Sverige        | 43.70   | 0.40    | 8.00       | 52.10                  | 20.00      | 72.10  |
| 21   | Mark Kyle               | Coolio                    | Irland         | 58.70   | 7.20    | 6.00       | 71.90                  | 4.00       | 75.90  |
| 22   | Jessica Phoenix         | Exponential               | Kanada         | 54.80   | 2.40    | 14.00      | 71.20                  | 8.00       | 79.20  |
| 23   | Phillip Dutton          | Mystery Whisper           | USA            | 44.30   | 2.80    | 23.00      | 70.10                  | 11.00      | 81.10  |
| 24   | Lionel Guyon            | Nemetis de Lalou          | Frankrike      | 50.90   | 20.00   | 0.00       | 70.90                  | 21.00      | 91.90  |
|      | Ingrid Klimke           | Butts Abraxxas            | Tyskland       | 39.30   | 0.00    | 9.00       | 48.30                  | WD         |        |
|      | Dirk Schrade            | King Artus                | Tyskland       | 39.80   | 10.00   |            |                        |            |        |
|      | Donatien Schauly        | Ocarina du Chanois        | Frankrike      | 44.40   | 7.20    |            |                        |            |        |
|      | Nicola Wilson           | Opposition Buzz           | Storbritannien | 51.70   | 0.00    |            |                        |            |        |
|      | William Fox-Pitt        | Lionheart                 | Storbritannien | 44.10   | 9.20    |            |                        |            |        |
|      | Caroline Powell         | Lenamore                  | Nya Zeeland    | 52.20   | 1.60    |            |                        |            |        |
|      | Boyd Martin             | Otis Barbotiere           | USA            | 50.70   | 3.60    |            |                        |            |        |
|      | Malin Petersen          | Sofarsogood               | Sverige        | 60.40   | 0.80    |            |                        |            |        |
|      | Jonelle Richards        | Flintstar                 | Nya Zeeland    | 56.70   | 6.00    |            |                        |            |        |
|      | Andrew Heffernan        | Millthyne Corolla         | Nederländerna  | 50.60   | 12.40   |            |                        |            |        |
|      | Peter Thomsen           | Barny                     | Tyskland       | 58.50   | 5.20    |            |                        |            |        |
|      | Joris van Springel      | Lully des Aulnes          | Belgien        | 51.90   | 12.80   |            |                        |            |        |
|      | Virginie Caulier        | Nepal du Sudre            | Belgien        | 48.30   | 21.20   |            |                        |            |        |
|      | Nina Ligon              | Butts Leon                | Thailand       | 53.90   | 16.00   |            |                        |            |        |
|      | Tim Lips                | Oncarlos                  | Nederländerna  | 51.70   | 22.00   |            |                        |            |        |
|      | Atsushi Negishi         | Pretty Darling            | Japan          | 50.40   | 25.60   |            |                        |            |        |
|      | Pawel Spisak            | Wag                       | Polen          | 54.80   | 22.40   |            |                        |            |        |
|      | Tiana Courdray          | Ringwood Magister         | USA            | 52.00   | 25.60   |            |                        |            |        |
|      | Lucinda Fredericks      | Flying Finish             | Australien     | 40.00   | 38.00   |            |                        |            |        |
|      | Linda Algotsson         | La Fair                   | Sverige        | 59.80   | 20.00   |            |                        |            |        |
|      | Ruy Fonseca             | Tom Bombadill Too         | Brasilien      | 53.90   | 26.40   |            |                        |            |        |
|      | William Coleman         | Twizzel                   | USA            | 46.30   | 36.40   |            |                        |            |        |
|      | Marcelo Tosi            | Eleda All Black           | Brasilien      | 58.00   | 29.60   |            |                        |            |        |
|      | Ronald Zabala-Goetschel | Master Rose               | Ecuador        | 53.30   | 36.00   |            |                        |            |        |
|      | Aurelien Kahn           | Cadiz                     | Frankrike      | 55.90   | 39.60   |            |                        |            |        |
|      | Marcio Carvalho         | Josephine                 | Brasilien      | 58.50   | 42.80   |            |                        |            |        |
|      | Denis Mesples           | Oregon de la Vigne        | Frankrike      | 61.50   | 45.00   |            |                        |            |        |
|      | Marc Rigouts            | Dunkas                    | Belgien        | 50.70   | 56.80   |            |                        |            |        |
|      | Mikhail Nastenko        | Coolroy Piter             | Ryssland       | 59.80   | 52.00   |            |                        |            |        |
|      | Andrei Korshunov        | Fabiy                     | Ryssland       | 80.20   | 32.80   |            |                        |            |        |
|      | Toshiyuki Tanaka        | Marquis de Plescop        | Japan          | 55.0    | 60.00   |            |                        |            |        |
|      | Alexander Peternell     | Asih                      | Sydafrika      | 70.40   | 46.00   |            |                        |            |        |
|      | Aliaksandr Faminou      | Pasians                   | Belarus        | 63.70   | 52.80   |            |                        |            |        |
|      | Michelle Mueller        | Amistad                   | Kanada         | 57.00   | 63.20   |            |                        |            |        |
|      | Samantha Albert         | Carraig Dubh              | Jamaica        | 67.20   | 54.00   |            |                        |            |        |
| —    | Yoshiaki Oiwa           | Noonday de Conde          | Japan          | 38.10   | EL      |            |                        |            |        |
| —    | Clayton Fredericks      | Bendigo                   | Australien     | 40.40   | EL      |            |                        |            |        |
| —    | Kenki Sato              | Chippieh                  | Japan          | 42.20   | EL      |            |                        |            |        |
| —    | Sam Griffiths           | Happy Times               | Australien     | 45.40   | EL      |            |                        |            |        |
| —    | Camilla Speirs          | Portersize Just A Jiff    | Irland         | 47.60   | EL      |            |                        |            |        |
| —    | Hawley Bennett-Awad     | Gin & Juice               | Kanada         | 48.70   | EL      |            |                        |            |        |
| —    | Rebecca Howard          | Riddle Master             | Kanada         | 50.60   | EL      |            |                        |            |        |
| —    | Elaine Pen              | Vira                      | Nederländerna  | 52.20   | EL      |            |                        |            |        |
| —    | Carl Bouckaert          | Cyrano Z                  | Belgien        | 53.50   | EL      |            |                        |            |        |
| —    | Takayuki Yumira         | Latina                    | Japan          | 58.50   | EL      |            |                        |            |        |
| —    | Michael Ryan            | Ballylynch Adventure      | Irland         | 60.20   | EL      |            |                        |            |        |
| —    | Peter Barry             | Kilrodan Abbott           | Kanada         | 61.70   | EL      |            |                        |            |        |
| —    | Alena Tseliapushkina    | Passat                    | Belarus        | 69.10   | EL      |            |                        |            |        |
| —    | Harald Ambros           | O-Feltiz                  | Österrike      | 69.50   | EL      |            |                        |            |        |
| —    | Serguei Fofanoff        | Barbara                   | Brasilien      | 72.00   | EL      |            |                        |            |        |

## Bildgalleri

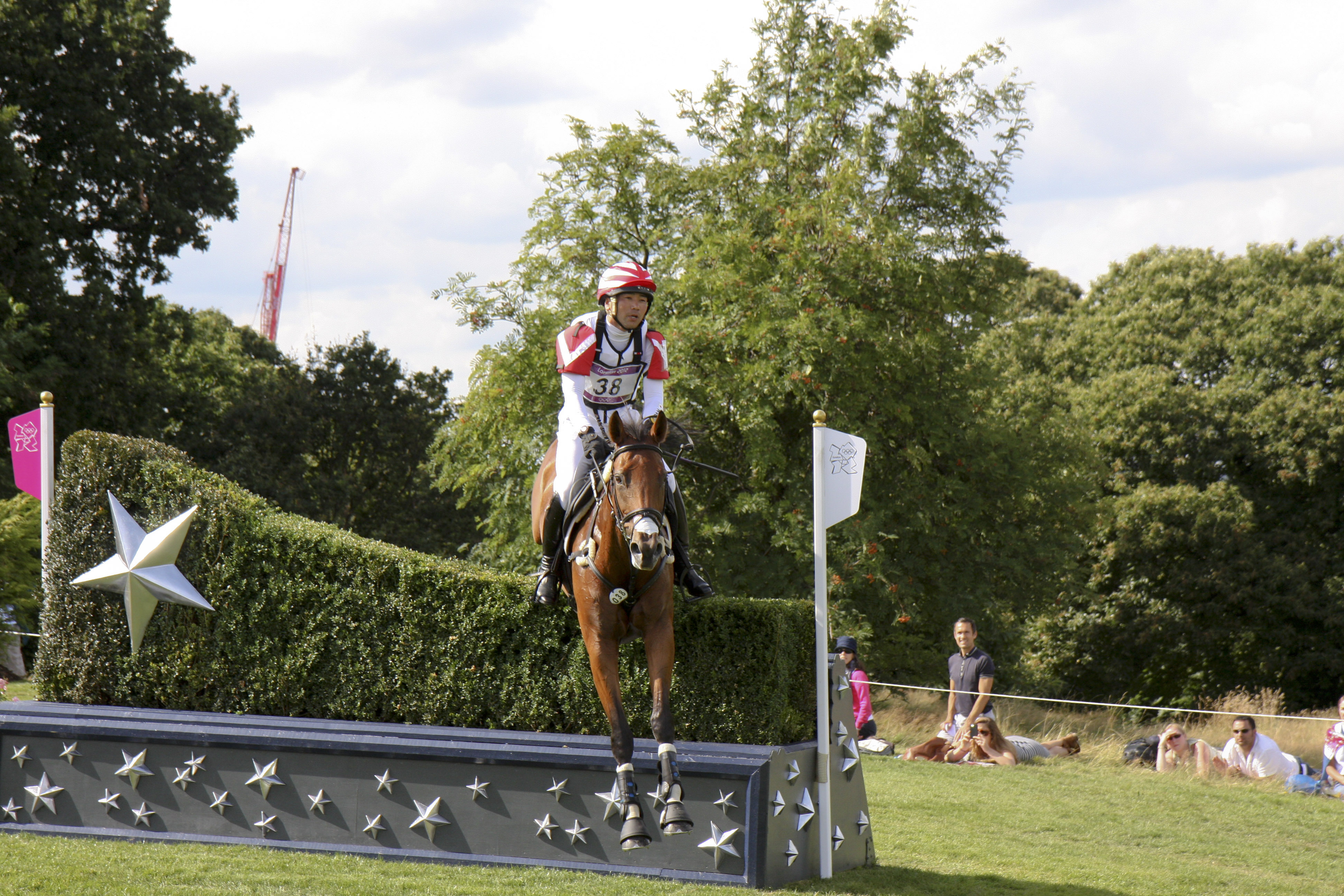
Atsushi Negishi.
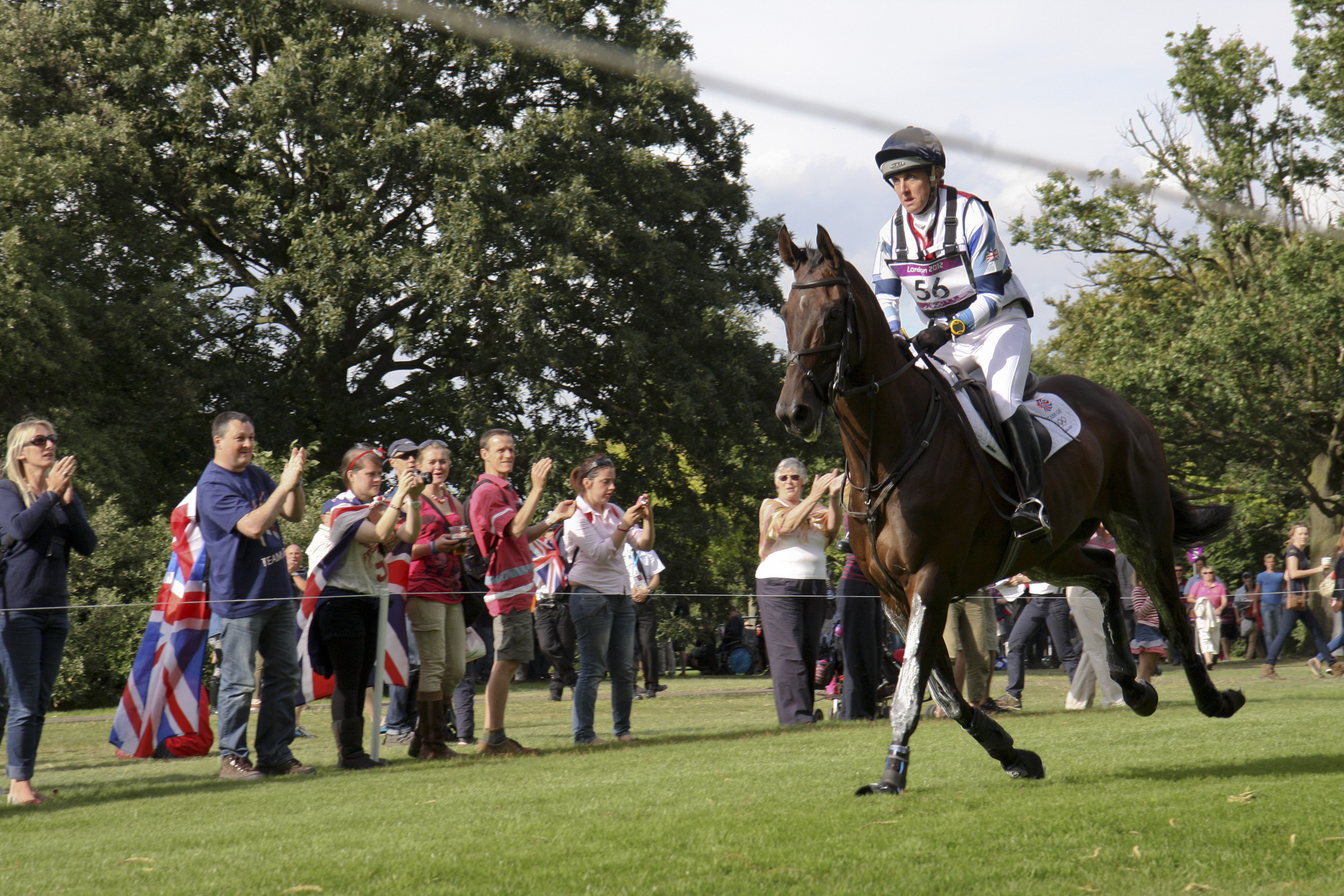
Mary King.
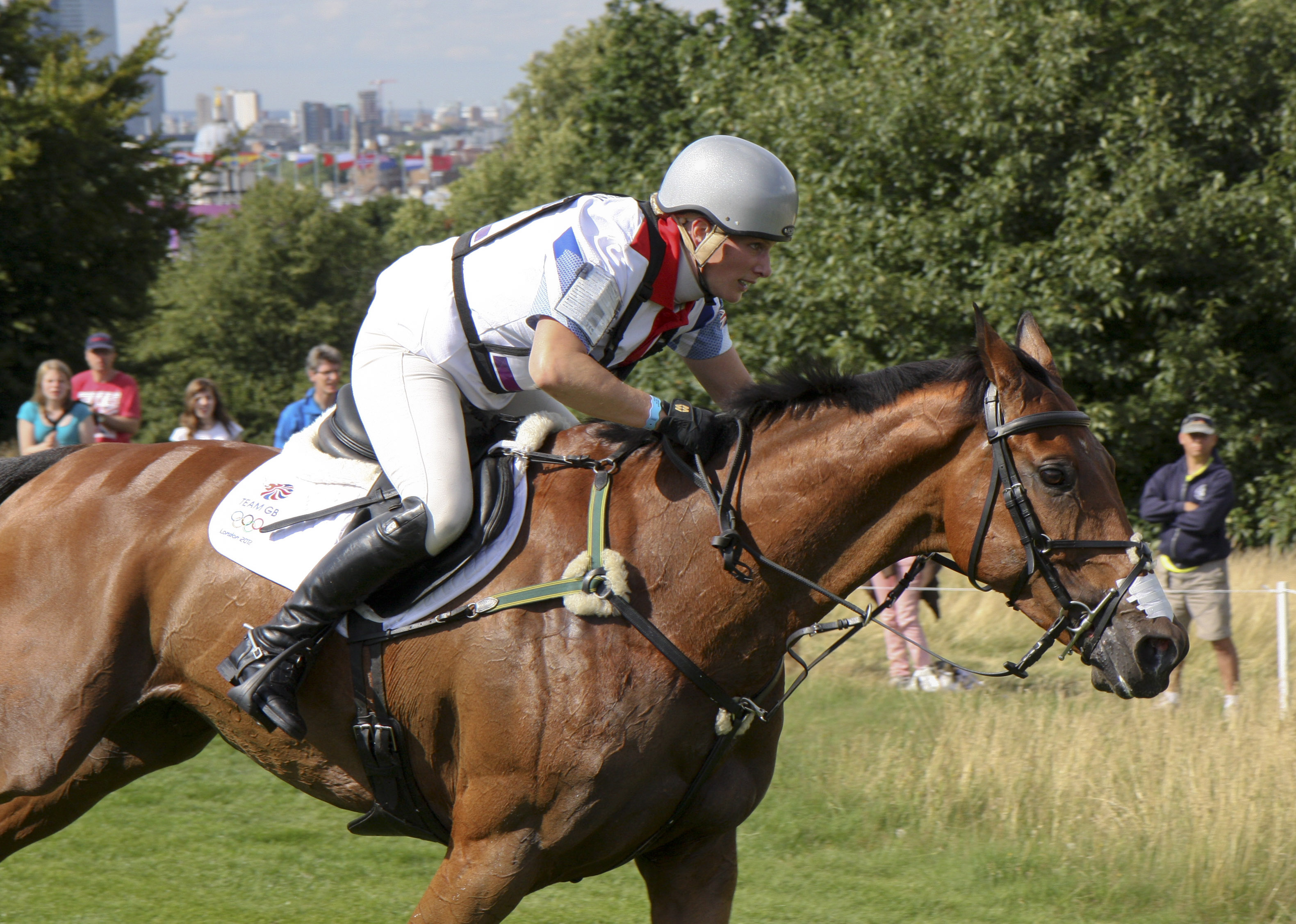
Zara Phillips
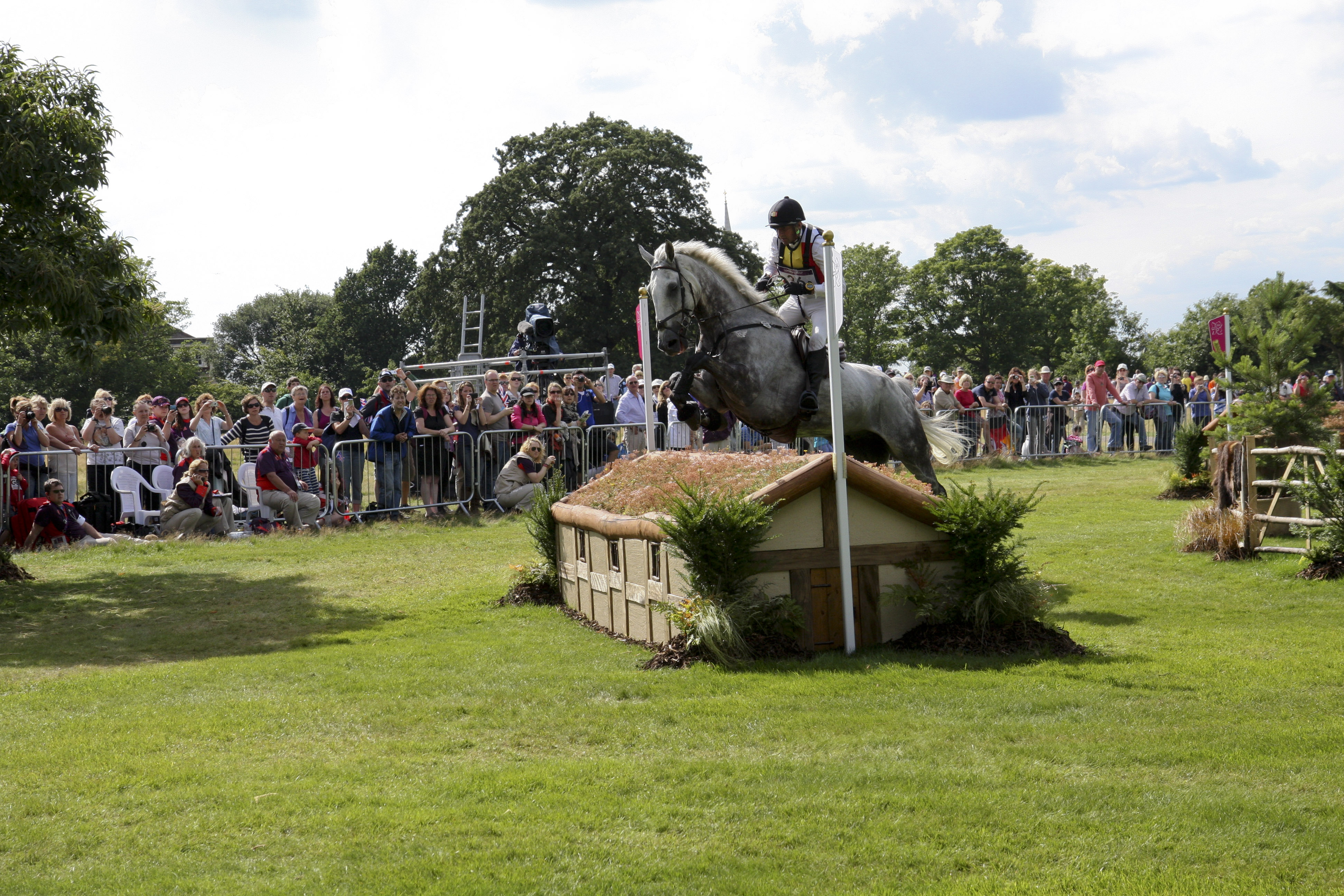